# Красная (приток Белой)
Кра́сная — река в Спасском районе Приморского края России. Длина реки — 36 км. Площадь водосборного бассейна — 82,4 км².
Берёт своё начало в заболоченной лощине, в 3 км к северо-западу от станции Сунгач и в 3 км к западу от села Новорусановка. Впадает в реку Белая слева, в 14 км от её устья. В летнее время часты паводки, вызываемые интенсивными продолжительными дождями.
Средняя ширина — 10 м, наибольшая — 25 м (в устье); глубина 0,4 — 2 м. Русло реки сильно извилистое.
Замерзание реки начинается в первой декаде ноября. Вскрытие реки начинается в первой декаде апреля.
Долина реки мелиорирована, воды используются для орошения рисовых полей.

## Источник
- Река Красная. primpogoda.ru. Дата обращения: 14 марта 2019.